# Tomáš Šťastný (profesionální hráč)
Tomáš "oskar" Šťastný (* 27. června 1991) je český profesionální hráč her Counter-Strike a Counter-Strike: Global Offensive. V letech 2017 a 2018 se umístil v žebříčku Top20 HLTV, v roce 2017 na šestnáctém a v roce 2018 na čtrnáctém místě. V roce 2021 hrál v českém celku Sinners. Svoji přezdívku oskar dostal od své matky, když mu bylo 5 let. Jako malý hrával hokej za juniorské týmy Klášterce nad Ohří a Kadaně. Pak si ale nadvakrát zlomil kotník a přetrhal vazy a k hokeji se už nevrátil.

## Kariéra

### Counter-Strike
Už ve svých 15 letech podepsal smlouvu s týmem rEplay. Ještě v téže roce přestoupil do týmu moops. Na začátku roku 2007 podepsal s InteRaction, ale o pár měsíců později odešel do Faberi Bellatores. V roce 2008 se oskar dostal do českého týmu nEophyte. V nEophyte byl rok a poté přestoupil do jiného českého týmu, eSuby. V eSubě byl celé 3 roky, po kterých se vrátil zpět do nEophytu.

### Counter-Strike: Global Offensive
Krátce po vydání hry CS:GO oskar opustil nEophyte a podepsal smlouvu s Playing Ducks. V PD dlouho nevydržel a šel do myDGB.net. Ani tam jeho působení netrvalo dlouho a dostal se do 3DMAX. Na konci roku 2013 ukončil kariéru. Našel si práci ve fabrice, byl seřizovačem strojů a mistr směny. Bavilo ho to, ale o pauzách stejně sledoval turnaje a cítil, že by mezi těmi hráči mohl být. Donutilo ho to našetřit si na nový počítač a vrátit se. Vrátil se v roce 2015, kdy podepsal opět nEophytu. Ještě v roce 2015 přestoupil do Fraternitas. Tým se ale záhy rozpadl, a tak se oskar dostal do ex-Fraternitas. Na konci roku šel do týmu HellRaisers. V srpnu 2016 podepsal smlouvu s mousesports (zkráceně mouz). V základní sestavě mouz hrál necelé dva měsíce, poté skončil jako náhradník. Do základní sestavy se vrátil až koncem ledna 2017. Od té doby odehrál za mouz několik turnajů včetně DreamHack Tours, kde mouz skončili třetí, finále ESL Pro League S5, kde skončili pátí. V červenci se pak jako první Čech v historii dokázal kvalifikovat na turnaj kategorie Major, na PGL Major Kraków 2017. Tým mousesports vypadl v základní skupině a skončil na děleném 12. místě. Šťastný byl jmenován 16. nejlepším hráčem roku 2017. V lednu 2018 se tým mousesports úspěšně probojoval kvalifikací na další Major turnaj, ELEAGUE Major 2018. Mousesports se i díky Šťastného dobrým výkonům dostali ze základní skupiny a obdrželi titul "Legendy". Šťastný se tak stal prvním Čechem s tímto titulem. V play-off se jim ale nezadařilo ve čtvrtfinále, kde vypadli s favorizovaným FaZe Clanem. Vše se ale změnilo když v roce 2018 vyhrál s týmem Mouz ESL One New York, kdy porazily ve finále favorizovaný tým liquid z USA..
Na podzim 2020 se rozhodl vrátit zpátky domů a zakotvil v ambiciózním českém CS:GO týmu Sinners, kdy na pozici AWP vystřídal hráče s přezdívkou CaNNiE. K 4. 3. 2021 byli Sinners na 24. místě hltv rankingu nejlepších CS:GO týmů na světě. Dne 12.1.2022 bylo týmem Sinners oznámeno, že Šťastný z týmu odchází po vzájemné dohodě. V týmu Sinners ho nahradil David "Forsyy" Bílý.

## Citace
Hodně lidí, kteří o tom nic nevědí, si myslí, že je to celé jen sranda. Vidí jen to, že sedíme u počítače, ale zapomínají na náš trénink, stres, cestování napříč časovými pásmy.
Tomáš Šťastný, Rozhovor pro aktualne.cz (13. 7. 2017)
Počítač přece není nepřítel, když rodič dítěti čas rozdělí chytře, může být pro něj i přínosem.
Tomáš Šťastný, Rozhovor pro aktualne.cz (13. 7. 2017)